# Louis Vervaeck
Louis Vervaeck (Brussel, 1872 - 1943) was de stichter van de Penitentiair Antropologische Dienst, een psycho-sociale onderzoeksdienst verbonden aan het Belgische gevangeniswezen. Louis Vervaeck stond bekend als de 'Belgische Lombroso', naar analogie met de Turijnse arts Cesare Lombroso die de criminele antropologie had ontwikkeld.

## Jeugd
Louis Vervaeck werd in 1872 geboren in de Belgische hoofdstad. Aan het Jezuïetencollege Saint-Michel volgde hij de humaniora (Grieks en Latijn). Hoewel de familie Vervaeck praktiserend katholiek was, koos Louis voor de Vrije Universiteit Brussel voor zijn studies in de geneeskunde. Daar excelleerde hij, maar vanwege zijn overtuigd christelijk geloof was een loopbaan aan zijn alma mater uitgesloten.

## Loopbaan
Uiteindelijk zou Vervaeck vanaf 1902 in het gevangeniswezen terechtkomen als geneesheer-antropoloog, meer bepaald in de Miniemengevangenis te Brussel, die later werd afgebroken en vervangen door de gevangenis van Vorst.   In de gevangenis ondernam hij talrijke experimenten en studies naar misdadigheid. Vervaeck ging er - samen met het gros van de Europese geesteswereld - van uit dat criminaliteit kon afgeleid worden aan de hand van uiterlijke kenmerken, zoals de lichaamslengte en de vorm van de schedel. De criminele antropologen, zoals Vervaeck en zijn geestesgenoten zich noemden, baseerden zich hiervoor op de aanzetten van Cesare Lombroso. Haast allen koppelden ze hun empirische waarnemingen aan het ijveren voor maatschappelijke hervormingen. Zo moest het strafrecht hervormd worden: niet de daad, maar de dader zou centraal staan. Aan de hand van de fysiologische eigenschappen van 'verbeterbare' daders konden artsen dan een aangepast penitentiair regime opstellen, gericht op genezing. Voor de onverbeterlijke 'geboren crimineel' zou er gestreefd worden naar lichte verbetering en tuchtvolle arbeid. Gekoppeld aan de aandacht voor de misdadiger, richtte men zich ook op de bescherming van de maatschappij: zolang de crimineel niet 'genezen' was, zou hij opgesloten blijven. Dit zou de algemene moraliteit van de samenleving ten goede komen. Louis Vervaeck stierf in 1943.

## Nalatenschap
In 1920 zou de ondertussen gerenommeerde antropoloog Vervaeck aangesteld worden als eerste directeur van Belgiës baanbrekende Penitentiair Antropologische Dienst (PAD). De bedoeling van deze praktische laboratoria was om een geïndividualiseerde begeleiding uit te stippelen per gevangene op basis van een door de PAD opgestelde psychosociale inlichtingenfiche. Deze stichting kwam er onder impuls van Vervaecks eerder onderzoek, waarin hij vooral naar voren kwam als een tussenpersoon tussen divergerende stellingen.
Hoewel de criminele antropologie in de loop van de twintigste eeuw internationaal veel prestige verloor, slaagde Vervaeck erin om zijn eigen credibiliteit tot aan de Tweede Wereldoorlog te behouden door zich als verzoener en compromiszoeker op te stellen tussen de oude, biologische theorieën en de nieuwe genetische en psychiatrische ontdekkingen. De PAD bestaat in gewijzigde vorm nog tot op de dag van vandaag.

## Geschiedschrijving
Na jarenlang te zijn genegeerd, heeft de moderne historiografie - met als speerpunt de afdeling cultuurgeschiedenis van de KU Leuven - de laatste jaren veel aandacht voor de ontwikkeling in het geestesklimaat tussen het midden van de negentiende eeuw en de Tweede Wereldoorlog. Enkele doctoraten zijn momenteel in voorbereiding aan de KU Leuven.
- Bibliothèque nationale de France: cb10516682h (data)
- International Standard Name Identifier: 0000 0001 3911 0395
- Library of Congress Control Number: no2006049029
- Nationale Bibliotheek van Israël: 987007348058205171
- Nederlandse Thesaurus van Auteursnamen: 069561427
- Système universitaire de documentation: 142554405
- Virtual International Authority File: 220374648